# Capete de câini (film din 1955)
Capete de câini grafiat la momentul lansării Capete de cîini, (titlul original: în cehă Psohlavci), este un film de dramă istorică cehoslovac, realizat în 1955 de regizorul Martin Frič, după romanul omonim din 1884 al scriitorului Alois Jirásek, protagoniști fiind actorii Vladimír Ráz, Jana Dítetová, Jarmila Kurandová și Frantisek Kovárík.

## Rezumat
Granițele Munților Šumava fuseseră întotdeauna păzite de populația din Chod, care în schimb și-au câștigat libertatea pentru acest serviciu. Ei erau supuși direct regelui. După bătălia de la Muntele Alb, ei sunt însă vânduți consilierului imperial Lamingen, cunoscut sub numele de Lomikar, care refuză să le recunoască drepturile și îi trimite la muncă obligatorie. Chodeni se răzvrătesc, bazându-se pe documentele de pergament care le garantaseră libertatea în trecut. După o bătălie lungă, Lomikar le ia pergamentele și le arde. Două dintre cele mai importante documente însă, fuseseră ascunse anterior de mama lui Jan Sladký Kozina. O delegație Chod călătorește cu ele la Viena pentru a căuta dreptate. Când văd că nu au succes, se adresează curții de apel din Praga. Cuvintele lor nu sunt ascultate nici măcar la Praga, iar Kozina, Čtverák și Hrubý sunt chiar închiși. Ceilalți sunt forțați să semneze un jurământ de credință față de Lomikar. Matěj Příbek organizează o rebeliune în regiunea Chod, dar Chodeni sunt învinși după ce magistratul Syka îi trădează.
Satul lor este incendiat și Chodeni închiși la Praga sunt condamnați la moarte. Execuția are loc la 27 noiembrie 1695. Înainte de a muri, Kozina îl provoacă pe Lomikar să înfrunte judecata lui Dumnezeu – într-un an și o zi. Exact un an mai târziu, Lomikar participă la un festin și își bate joc de blestemul lui Kozina; în timpul unui toast însă, se prăbușește și moare.

## Distribuție
- Vladimír Ráz – Jan Sladký, numit Kozina
- Jana Dítetová – Hancí, soția lui Kozina
- Jarmila Kurandová – mama lui Kozina
- Zdeněk Štěpánek – bunicul lui Kozin
- Frantisek Kovárík – Krystof Hrubý
- Ladislav Pešek – Rehurek
- Jirina Steimarová – Dorla, soția lui Rehurek
- Jaroslav Prucha – Pribek
- František Smolík – Pribek, senior
- Jana Stepánková – Manka
- Bohumil Svarc – Serlovský
- Jirí Dohnal – Adam Ecl Ctverák
- Jaroslav Vojta – Pajdár
- Milos Nedbal – Lamminger z Abenreuthu
- Milos Kopecký – Kos, directorul
- Marie Brozová – soția lui Lomikar
- Marta Fricová – Barbora, fiica lui Lomikar
- Věra Váchová – Marie, fiica lui Lomikar
- Felix le Breux – colonelul Stambach
- Oldřich Lukeš – Just
- Bedřich Vrbský – contele Šternberk

## Literatură
- Jirásek, Alois, Capete de câini, București, 1950: Editura de Stat pentru Literatură și Artă, 275 pag.;